# فرودگاه شهری گیمون
فرودگاه شهری گیمون (به انگلیسی: Guymon Municipal Airport) یک فرودگاه همگانی بهره‌برداری هوایی با کد یاتا GUY است که یک باند فرود آسفالت دارد و طول باند آن ۱۷۹۸ متر است. این فرودگاه در کشور ایالات متحده آمریکا قرار دارد و در ارتفاع ۹۵۲ متری از سطح دریا واقع شده است.